# 랑엘란섬

랑엘란섬

랑엘란섬(덴마크어: Langeland)은 발트해에 위치한 덴마크의 섬으로 면적은 284km2, 인구는 13,277명(2014년 기준), 인구 밀도는 46.7명/km2이다. 행정 구역상으로는 남덴마크 지역 랑엘란 시에 속한다.
스토레벨트 해협과 킬만 사이에 위치한다. 이 섬의 북서쪽에는 퓐섬이 위치한다. 곡물 생산, 여가 활동으로 유명한 섬이다.

## 같이 보기
- 랑엘란시